# Deforencja
Deforencja (biał. Дафарэнцыя, ros. Дофаренция) – wieś na Białorusi, w obwodzie mińskim, w rejonie mińskim, w sielsowiecie Papiernia.